# Liste der Straßen in Essen-Leithe
Die Liste der Straßen in Essen-Leithe beschreibt das Straßensystem im Essener Stadtteil Leithe mit den entsprechenden historischen Bezügen.

## Einführung und Überblick
In Essen-Leithe leben 6906 Einwohner (30. September 2022) auf einer Fläche von 3,79 km². Leithe hat den Postleitzahlenbezirk 45307.
Am 9. Mai 1894 wurde in Leithe durch Beschluss der Gemeinde Kray-Leithe die Straßenbenennung eingeführt. Jedoch folgte die Einbeziehung der ursprünglichen Häusernummerierung in das Namenssystem der Straßen erst ab 1. November 1898. Als Straßennamengruppe benannte man 1935 in der Bergarbeitersiedlung auf der Brüninghofer Höhe, als das Saarland wieder an das Deutsche Reich kam, Straßen nach Personen oder Orten aus dem Saargebiet. Zum Bau des Wohngebiets Isinger Feld 1965 entstand die Straßennamengruppe der Meistersinger.
Die Stadtteilgrenze verläuft im Uhrzeigersinn im Norden beginnend grob folgendermaßen:
Sie wird im Nordwesten durch die Bahnstrecke Essen – Bochum gebildet, die Richtung Osten die Rodenseelstraße unterquert. Kurz darauf führt die Stadtteilgrenze nach Norden über die Munscheidstraße, kreuzt die Bundesautobahn 40 und die Ottostraße, führt weiter westlich und nördlich um den Volksgartens herum und dann im östlichen Verlauf der alten Güterbahntrasse bis zur Halterner Straße folgend. Von dort verläuft die Grenze in südlicher Richtung bis südlich der Straße Im Helf, wobei sie in diesem Verlauf die Stadtgrenze zu Bochum bildet. Danach führt sie als Stadtteilgrenze zu Freisenbruch südlich des Wohngebiets Isinger Feld weiter über die Straße Nottebaumskamp. Danach zweigt sie nach Norden ab und führt westlich der Kleingartenanlage, die Meistersingerstraße querend und weiter über die Straße Schreibzeile auf die Wattenscheider Straße und die angrenzende Bahnstrecke.
In Kray gibt es 50 benannte Verkehrsflächen, darunter keinen Platz. Diese Straßen befinden sich dabei nur teilweise im Stadtteil:
Grimbergstraße, Meistersingerstraße, Munscheidstraße, Nottebaumskamp, Ottostraße, Rodenseelstraße, Wattenscheider Straße, Zu den Brembergskotten
Durch den Stadtteil Kray verlaufen
- die Bundesautobahn 40 und
- die Bundesstraße 227 auf der Halterner Straße weiter nach Gelsenkirchen.

## Liste der Straßen
Die nachfolgende Tabelle gibt eine Übersicht über die Straßen und Wege im Stadtteil mit entsprechenden Informationen.
- Name: aktuelle Bezeichnung der Straße.
- Länge/Maße in Metern:
Die in der Übersicht enthaltenen Längenangaben sind gerundete Übersichtswerte, die in Google Earth mit dem dortigen Maßstab ermittelt wurden. Sie dienen Vergleichszwecken und werden, sofern amtliche Werte bekannt sind, ausgetauscht und gesondert gekennzeichnet.
Der Zusatz (im Stadtteil) gibt an, dass die Länge die des Straßenabschnitts innerhalb des Stadtteils ist, da die Straße in benachbarte Stadtteile weitergeführt wird.
Der Zusatz (ohne Stichstraßen) gibt bei verzweigten Straßen die Länge der „Hauptstraße“ an.
- Herleitung: Ursprung oder Bezug des Namens
- Datum der Benennung: amtliche Erstbenennung
- Anmerkungen: zusätzliche Informationen
- Bild: Foto der Straße oder eines anliegenden Objekts

| Name                   | Länge/Maße (in Metern)  | Herleitung                                                         | Datum der Benennung | Bemerkungen | Bild                                   |
| ---------------------- | ----------------------- | ------------------------------------------------------------------ | ------------------- | --- | -------------------------------------- |
| Adlerstraße            | 810                     | Adler Aktiengesellschaft für Bergbau                               | 24. März 1925       | 1921 wurde die zu den Rheinischen Stahlwerken gehörende Zeche Centrum 4/6 von der Adler Aktiengesellschaft für Bergbau erworben. Die Adlerstraße liegt auf dem Gebiet der Schachtanlage 4/6 dieser Ende der 1920er Jahre stillgelegten Zeche. Die Adlerstraße führt in einem südlichen Bogen von der Lahnbeckestraße ab und wieder auf diese zurück. |                                        |
| Am Isinger Bach        | 350 (ohne Stichstraße)  | Isinger Bach, Gewässer                                             | 20. Apr. 2004       | Die Straße Am Isinger Bach ist eine südliche Stichstraße der Wattenscheider Straße und liegt nahe dem namensgebenden Isinger Bach. |                                        |
| Am Lehmberg            | 190                     | Lehmberg, Flurname                                                 | 22. Mai 1946        | In der Landmatrikel von 1668 heißt es: Zum Hofe Schulte Brüning gehört der Laemberg auf die Laembecke schließend mit 15 Morgen. Die Straße Am Lehmberg, die zuvor Lilienstraße hieß, verläuft vom Volksgartenweg in östlicher Richtung zur Unterführung die Bahnstrecke Essen – Bochum. |                                        |
| Auf´m Kirchenland      | 410                     | Kirchenland, Flurname                                              | 2. Feb. 1959        | In der Landmatrikel von 1668 steht, dass Heinrich Schulte zum Altengrimberg Land aufm Kirchenland bewirtschaftet. Die Bezeichnung rührt daher, dass die Kirche im benachbarten Wattenscheid hier seit Jahrhunderten Grundbesitz hatte und noch 1866 Eigentümerin mehrerer Grundstücke in der Flur Kirchenland war. Die Straße Auf´m Kirchenland verbindet die Lange Straße mit der Elsterbuschstraße. |                                        |
| Beckmesserstraße       | 230                     | Sixtus Beckmesser, Meistersinger                                   | 3. Juni 1965        | In Nürnberg, einem der Zentren der Meistersinger-Zünfte, lebte zwischen etwa 1500 und 1539 der Meistersinger Sixtus Beckmesser. Die Beckmesserstraße liegt im Wohngebiet Isinger Feld und ist eine südliche Stichstraße der Meistersingerstraße. |                                        |
| Behaimring             | 260                     | Michael Beheim, Schriftsteller, Meistersinger                      | 3. Juni 1965        | Der Behaimring liegt südlich im Wohngebiet Isinger Feld und bildet einen südlichen Bogen von der Meistersingerstraße und wieder auf diese zurück. |                                        |
| Brüninghofer Weg       | 610                     | Brüning, Hofname                                                   | 15. Jan. 1936       | 1327 wird der Hof Schulte Brüning bereits urkundlich erwähnt. Er war ein Lehen der Abtei Deutz. In der Landmatrikel von 1668 werden der Aufsitzer Wilhelm Schulte zu Brüningh und der 66 Morgen große Hof genannt. Die Lehnskammer der Abtei Deutz wird als Eigentümer erwähnt. 1776 wurde der Schulte Johann Heinrich Brüning mit dem Gut belehnt, als Johan Werner Gisbert Freiherr von Dobbe zuvor auf eine erneute Belehnung verzichtet hatte. Ab diesem Zeitpunkt wurde das Gut als gemeines Lehen oder feudo promisco bezeichnet. 1787 wurde die Belehnung des Schulten Brüning durch die Abtei Deutz erneuert. In der Mutterrolle von 1866 ist Theodor Schulte Brüning als Eigentümer erwähnt. 1896 verkaufte sein Sohn Heinrich den Hof an den Industriellen und Gemeinderat Wilhelm Munscheid, der das Grundstück an die Gemeinde Kray verkaufte, die hier 1913 den Volksgarten Kray eröffnete. Der Brüninghofer Weg, der zuvor im südlichen Teil Wilhelmstraße und ab 1920 Alfredstraße und im nördlichen Teil Brüningstraße hieß, führt von der Straße Sulzbachtal in nordwestlicher Richtung unter der Bahnstrecke Essen – Bochum hindurch bis zur Munscheidstraße.              |                                        |
| Centrumstraße          | 800                     | Zeche Centrum                                                      | 10. Juli 1981       | Die Centrumstraße, die zuvor Schacht Centrum genannt wurde, ist eine östliche Stichstraße der Adlerstraße. Sie liegt auf dem ehemaligen Zechengelände der 1929 stillgelegten Zeche Centrum. |                                        |
| Dudweilerstraße        | 310                     | Dudweiler, Stadtteil von Saarbrücken                               | 14. Nov. 1935       | Im Jahr 1935, als das Saarland wieder an das Deutsche Reich kam, wurden in der Bergarbeitersiedlung auf der Brüninghofer Höhe Straßen nach Personen oder Orten aus dem Saargebiet benannt. Die Dudweilerstraße verbindet den Parkweg mit dem Volksgartenweg. |                                        |
| Eißlingerhang          | 110                     | Ulrich Eißlinger, Meistersinger                                    | 3. Juni 1965        | Ulrich Eißlinger (* unbekannt; † unbekannt) war ein Meistersinger im 16. Jahrhundert. Der Eißlingerhang liegt im Wohngebiet Isinger Feld und ist eine westliche Stichstraße der Meistersingerstraße. |                                        |
| Elsterbuschstraße      | 420                     | Elsterbusch, Flurname                                              | 11. Mai 1903        | Der Flurname lautete ursprünglich Esterbusch und bedeutet: östlicher Busch. In der Landmatrikel von 1668 ist genannt, dass Diethrich Grahman von dem Pastor zu Steel auf Esterbusch einen Morgen gepachtet hat. Zu einem nicht mehr nachvollziehbarem Zeitpunkt wurde daraus Elsterbusch, denn in der Mutterrolle von 1827 tritt bereits die Bezeichnung in letzterer Form auf. Die Elsterbuschstraße zweigt südöstlich der Grimbergstraße ab, führt bis zur Straße Auf´m Kirchland und endet südöstlich als Sackgasse. Einst führte sie weiter nach Südosten, querte die Ottostraße und verlief bis zur Lentorfstraße, wo sie seit 1935 Tiemannleite heißt. |                                        |
| Franz-Xaver-Weg        | 80                      | Franz Xaver, Missionar, Heiliger                                   | 31. März 1955       | Der Franz-Xaver-Weg ist eine südliche Stichstraße der Straße Korumhöhe. |                                        |
| Frauenlobstraße        | 130                     | Heinrich von Meißen, genannt Frauenlob, Dichter und Meistersinger  | 3. Juni 1965        | Die Frauenlobstraße liegt im Wohngebiet Isinger Feld und ist eine östliche Stichstraße der Meistersingerstraße. |                                        |
| Grimbergstraße         | 800 (im Stadtteil)      | Grimberg, Lehngut                                                  | 3. Mai 1903         | Das einstige fürstlich-essendische Lehngut Grimberg gehörte bis 1402 einer Familie Monst. Über die Familien von Schell, Scobbe, Knipping, Plettenberg und Ovelacker ging er in den Besitz der Familie Nesselrode über. In der Landmatrikel von 1668 werden der Aufsitzer Heinrich Schulte zum Altengrimberg und der 89 Morgen große Hof erwähnt. 1795 treten der ganze Bauer Schulte und die Familie Herrestorff in Köln als Grundherren auf. 1801 kaufte Maria Agnes Schulte Grimberg geborene Grosfeld den Hof mit lehnsherrlichem Consens von Franz v. Herwegh an. Sie übertrug ihn damit gleichzeitig auf ihren Sohn Heinrich. In der Mutterrolle von 1866 ist der Ökonom Philipp Theodor Grimberg zu Leythe als Eigentümer genannt. 1914 ging der Hof an die Gelsenkirchener Bergwerks-AG. Die Grimbergstraße führt von der Lange Straße in westlicher Richtung zum Abzweig der Elsterbuschstraße, von wo aus sie weiter in Kray verläuft. |                                        |
| Halterner Straße       | 1070                    | Haltern am See                                                     | 27. Nov. 1933       | Die Halterner Straße führt von der Anschlussstelle Gelsenkirchen-Süd der Bundesautobahn 40 in nördlicher Richtung als Bundesstraße 227 weiter in Gelsenkirchen, wo sie Hattinger Straße heißt. |                                        |
| Hans-Sachs-Straße      | 170                     | Hans Sachs, Schuhmacher, Spruchdichter, Meistersinger, Dramatiker. | 3. Juni 1965        | Die Hans-Sachs-Straße liegt im Wohngebiet Isinger Feld und ist eine östliche Stichstraße der Meistersingerstraße. |                                        |
| Hochfeldstraße         | 990                     | Lage auf der Höhe des Isinger Feldes                               | 3. Mai 1903         | Die Hochfeldstraße zweigt im Wohngebiet Isinger Feld nördlich der Meistersingerstraße ab und führt in nordöstlicher Richtung auf die Rodenseelstraße. Bis etwa 1965, als das Wohngebiet Isinger Feld errichtet wurde, führte die Hochfeldstraße in südwestlicher Richtung weiter über die heutige Straße Nottebaumskamp, die bis dahin nur im benachbarten Steele diesen Namen trug. |                                        |
| Homburger Weg          | 150                     | Homburg, Kreisstadt im Saarland                                    | 20. März 1968       | Der Homburger Weg, der bis 1968 zum Parkweg zählte, verbindet in einem nördlichen Winkel die Dudweilerstraße mit dem Parkweg. |                                        |
| Im Beckmannsfeld       | 420 (im Stadtteil)      | Beckmannsfeld, zum Hof Beckmann gehöriges Feld                     | 12. Juli 1929       | Der Hof Bekmann in Kray war Eigentum der sogenannten Münsterkirchenfabrik in Essen. Eine erste urkundliche Erwähnung findet sich 1473. In der Landmatrikel von 1668 sind der Aufsitzer Dietherich Beckmann und der rund 35 Morgen große Hof genannt. 1795 findet man den ganzen Bauer Beckmann. Die Straße Im Beckmannsfeld, die ursprünglich Bachstraße hieß, kommt aus dem benachbarten Kray und endet als Sackgasse für Kraftfahrzeuge vor einer Kleingartenanlage in Leithe. Als Fußweg führt der Weg Im Beckmannsfeld weiter bis zur Straße Nottebaumskamp; in diesem Bereich hieß der Weg zuvor Isingstraße. |                                        |
| Im Helf                | 1290                    | Helf, Flur- und Hofname                                            | 26. Mai 1939        | Der Name der Flur Helf ist in Verbindung mit dem einst nahen Hellweg zu sehen, in dessen Nähe die sogenannten fünf Höfe lagen, die einst die Bauernschaft Rodenseel bildeten. Helf kann daher als Abkürzung für die Höfe am Hellweg gesehen werden. Der Helfshof wird 1514 als Hove tom Heylwege to Staleyken erwähnt. Die Straße Im Helf, die zuvor die Namen Bergstraße, Feldstraße und Helfshöge trug, führt von der Rodenseelstraße in östlicher Richtung um das Gewerbegebiet Adler herum und trifft auf die Lahnbeckestraße. | Im Helf, Hof Köllmann                  |
| Kemnastraße            | 70 (im Stadtteil)       | Kemna, Hofname                                                     | 18. Sep. 1974       | Der Hof Schulte Kemna wird erstmals 1379 urkundlich erwähnt. Der damalige Besitzer, der Ritter Diedrich von Leithe, verpfändete den Hof an seinen Bruder Evert auf Haus Baldeney. Der Hof blieb bis 1545 im Besitz der Familien von Leithe und von Stecke auf Haus Baldeney. Später schenkte Lutgart von Stecke ihn ihrer Schwester Anna, verheiratet mit Bertram I. von Nesselrode, Erbkämmerer der Herzogtümer Jülich und Berg auf Haus Herten. Nach Weitervererbung in der Familie von Nesselrode wurde der Hof 1754 von Reichsgraf Johann Wilhelm von Nesselrode mit allen Gerechtigkeiten an den Aufsitzer Johan Schulte zu Kemna und dessen Ehefrau Christina veräußert. Diese konnten den Hof allerdings nicht halten und veräußerten ihn im Juni 1773 an Generalleutnant Friedrich Freiherr von Wenige in Sevinghausen, behielten dabei aber für sich und ihre Nachkommen ein lebenslängliches Nutzungsrecht. 1840 wurde ein Prozess wegen der Erblichkeit des Pachtrechts zwischen dem Freiherrn von Wenige zu Beck und der Familie Schulte Kemna zugunsten der Kemnas entschieden. Die Kemnastraße zweigt östlich der Halterner Straße ab und führt weiter in Bochum-Wattenscheid. |                                        |
| Klüvershang            | 360 (ohne Stichstraßen) | Klüver, Hofname                                                    | 3. März 1953        | Der Hof Klüver war ein Unterhof des Leither Hofs Schulte-Herveling, der zur Abtei Deutz gehörte. In einer Stiftungsurkunde vom 27. September 1492 wird der Colon Klüwer genannt. 1613 übertrug der Abt von Deutz den Hervelinghof, und damit auch den Hof Klüwer, mit allem Zubehör an Wilhelm von Nesselrode. In der Landmatrikel von 1668 sind der Aufsitzer Rudolff Klufer und der rund 25 Morgen große Hof genannt. Der Halbbauer Klüver wird 1795 erwähnt, wobei der Grundherr der Hofrat von Cocy in Essen war. Heinrich Klüwer verkaufte den Hof 1911 an den Industriellen und Gemeinderat in Kray, Wilhelm Munscheid. 1916 ging der Hof an die Gelsenkirchener Bergwerks-AG. Der Scheunen des Hofs wurden niedergelegt, das 1903 errichtete Wohnhaus blieb erhalten. Der Klüwershang zweigt östlich der Lentorfstraße ab und endet ringförmig. |                                        |
| Korumhöhe              | 290                     | Michael Felix Korum, Bischof von Trier                             | 14. Nov. 1935       | Die Straße Korumhöhe, die zuvor die Namen Kirchstraße und Mathiasstraße trug, verbindet die Wendelinstraße mit der Straße Sulzbachtal. | St. Joseph, Korumhöhe                  |
| Lahnbeckestraße        | 1380                    | Lahnbecke, Gewässer- und Flurname                                  | 11. Mai 1903        | In der Landmatrikel von 1668 ist Wilhelm Schulte zu Brüningh als Besitzer von 15 Morgen Feldland den Laemberg auff die Laenbecke schließend genannt. Die Lahnbeckestraße führt von der Rodenseelstraße in östlicher Richtung zur Stadtgrenze nach Bochum-Wattenscheid. |                                        |
| Lange Straße           | 1340                    | Lange, Hofname                                                     | 11. Mai 1903        | 1773 erwarb der Kolone Grimberg genannt Lange für 4000 Taler das Essener Lehngut, das nach der Kaminsteuerliste der Grafschaft Mark von 1664 der Familie von der Leyten zu Laer gehörte. 1693 ging es an eine Familie Grollmann. Es wird als Aufsitzer der Pfächtiger Lange mit zwei Feuerstätten genannt. 1798 erfolgte die letzte Belehnung an Johann Theodor Grimberg genannt Lange. In der Mutterrolle von 1866 ist der Eigentümer Theodor Lange in Leithe erwähnt. 1903 benanntenman die Straße mit korrekter Schreibweise in Langestraße. Wohl in Unkenntnis der Bedeutung wurde irgendwann die getrennte Schreibweise eingeführt. Die Lange Straße führt von der Elsterbuschstraße in nordöstlicher Richtung auf die Halterner Straße. |                                        |
| Lentorfstraße          | 700                     | Lentorf, Name einer Höfegruppe                                     | 11. Mai 1903        | In der einstigen Bauerschaft Leithe lag die Höfegruppe Lentorf. Im Kettenbuch von 1332 ist genannt, dass mansus to Lenderinctope in parochia Steele an den Oberhof Eickenscheidt abgabepflichtig ist. Die Lentorfstraße führt vom südlichen Ende des Parkwegs in nordöstlicher Richtung zur Straße Klüwershang und endet kurz darauf als Sackgasse. |                                        |
| Litterode              | 220 (ohne Stichstraßen) | Auf der Litte, Flurname                                            | 12. Nov. 1934       | In der Mutterrolle von 1827 ist der Flurname Auf der Litte erwähnt. Die Straße Litterode verbindet in einem östlichen Winkel die Straße Korumhöhe mit der Rudolfstraße. |                                        |
| Meistersingerstraße    | 1150 (im Stadtteil)     | Meistersinger                                                      | 3. Juni 1965        | Die Meistersingerstraße führt in südlicher Richtung aus Kray kommend in einem südwestlichen Bogen durch das Wohngebiet Isinger Feld und endet nach dem Abzweig der Hochfeldstraße als östliche Sackgasse. | Hof Schulte Ising, Meistersingerstraße |
| Merziger Aue           | 140                     | Merzig, Stadt im Saarland                                          | 14. Nov. 1935       | Im Jahr 1935, als das Saarland wieder an das Deutsche Reich kam, wurden in der Bergarbeitersiedlung auf der Brüninghofer Höhe Straßen nach Personen oder Orten aus dem Saargebiet benannt. Die Straße Merziger Aue, die zuvor Fliederstraße hieß, zweigt südlich der Straße Am Lehmberg ab und endet in westlicher Richtung als Sackgasse. |                                        |
| Munscheidstraße        | 470 (im Stadtteil)      | Wilhelm Munscheid, Industrieller, Gemeinderatsmitglied             | 11. Mai 1903        | Wilhelm Munscheid wurde am 15. Februar 1839 in Weitmar (seit 1926 zu Bochum gehörig) geboren und war Fabrikant bei den Gelsenkirchener Gussstahl- und Eisenwerken, vormals Munscheid & Co. Er trug zur Entwicklung von Leithe bei und erwarb die Höfe Brüning, Grahmann und Klüver. Er erwarb zudem Grundstücke zum Straßen- und Wegebau, für Schulen und Kirchen und stellte sie unentgeltlich zur Verfügung. Auch die Errichtung des Volksgartens geht auf Munscheid zurück, der viele Jahre dem Kray-Leither Gemeinderat angehörte. Wilhelm Munscheid starb am 8. Dezember 1913 in Düsseldorf. Die Munscheidstraße führt von Kray kommend in nordöstlicher Richtung auf die Straße Tiermannleite. | Munscheidstraße 17                     |
| Nottebaumskamp         | (im Stadtteil)          | Nottebaum, Familien- und Flurname                                  | vor 1897            | Seit 1713 ist die Familie Nottebaum, deren Ursprung auf dem Hof Nottebaum in Rhynern liegt, in Steele belegt. Dieser Hof Nottebaum war ein Unterhof des probsteilichen Essener Oberhofs Eving. 1795 wird Jacob Nottebaum als Wirt und der Besitz als Behandigungsgut genannt, ebenso als Grundherrschaft dazu die fürstliche Abtei zu Essen. 1805 war Jacob Nottebaum auch mit der Kahrmannshove in Steele behandigt. Das Steeler Waisenhaus hatte um 1830 einen Johann Nottebaum als Rentmeister. Der Nottebaumskamp führt von Steele kommend in nordöstlicher Richtung auf den Behaimring. Bis etwa 1965, als das Wohngebiet Isinger Feld errichtet wurde, war die Straße Nottebaumskamp in Leithe Teil der im Nordosten weiterführenden Hochfeldstraße. |                                        |
| Ortelweg               | 60                      | Ortel, ein Meistersinger                                           | 3. Juni 1965        | Der Ortelweg liegt im Wohngebiet Isinger Feld und bildet eine westliche Stichstraße der Meistersingerstraße. |                                        |
| Ottostraße             | 1050 (im Stadtteil)     | Otto Eickenscheidt, Landwirt und Politiker                         | 2. Jan. 1901        | Otto Eickenscheidt wurde am 5. April 1839 in Kray geboren und heiratete 1864 in den Hof Hövelmann in Leithe ein. In Leithe wurde er Gemeindevorsteher. Mehrere Jahre war er erster ehrenamtlicher Beigeordneter des Amtes Wattenscheid. Dort gründete er den Wattenscheider Bauernverein und wurde später Vorsitzender des Westfälischen Bauernvereins. Otto Eickenscheidt starb am 24. April 1891 in Wolbeck. Die Ottostraße führt von der Halterner Straße in westlicher Richtung nördlich parallel zur Bundesautobahn 40 und verläuft südwestlich des Krayer Volksgartens und dann weiter in Kray. |                                        |
| Ottweilerweg           | 170                     | Ottweiler, Stadt im Saarland                                       | 15. Jan. 1936       | Im Jahr 1935, als das Saarland wieder an das Deutsche Reich kam, wurden in der Bergarbeitersiedlung auf der Brüninghofer Höhe Straßen nach Personen oder Orten aus dem Saargebiet benannt. Der Ottweilerweg, der zuvor Asternstraße hieß, verbindet die Lentorfstraße mit der Straße St.-Ingbert-Höhe. |                                        |
| Parkweg                | 280                     | Lage am Volksgarten Kray                                           | 14. Dez. 1948       | Die Benennung erfolgt aufgrund der direkten Lage am Krayer Volksgarten, denn sein südlicher Teil grenzt westlich an den Parkweg. Mit dem Ausbau der Bundesautobahn 40 in den 1950er/1960er Jahren wurde dieser Teil vom restliche Volksgarten getrennt. Der Parkweg verbindet die Munscheidstraße mit der Lentorfstraße. Bis zum 2. März 1968 gehörte der heutige Homburger Weg zum Parkweg. |                                        |
| Pleskengarten          | 310                     | Plesken, Name eines Kottens                                        | 14. Nov. 1935       | In der Landmatrikel von 1668 steht: Henrich auff Pießken. Eben dabei das Hauß stehend und seye zu Tiemannshoff gehörig, der zu Tyman ihme ein klein Garten von seinem Landt gethan undt dabey benent. Die Straße Pleskengarten, die zuvor Gartenstraße hieß, verbindet den Brüninghofer Weg mit der Straße Tiemannleite. |                                        |
| Rodenseelstraße        | 1180 (im Stadtteil)     | Rodenseel, Höfegruppe                                              | 12. Jan. 1934       | Die Höfegruppe Rodenseel bestand aus fünf Höfen, wobei in einer Urkunde aus dem Jahr 1027 der südlichste dieser Höfe als Hof Rodenseel bezeichnet wird. Vermutlich handelt es sich dabei um den späteren Schäpershof in Leithe, mit dem 1569 Johan Schulte zu Wyssthoven und seine Frau Giertgen sowie deren Nachkommen belehnt waren. Der Name Rodenseel taucht erstmal 890 als Hrodingseli auf. Im Kettenbuch von 1332 werden der mansus Henrici to Rodenzele und der mansus Noldekini to Nederen Rodenzele genannt, die zum Oberhof Eickenscheidt gehörten. Aus den Essener Lehnsprotokollen geht hervor, dass Pilgrim von der Leiten de hove to Rodensele erhalten hat. Die Rodenseelstraße führt aus Freisenbruch kommend in nördlicher Richtung zur Bahnstrecke Essen – Bochum und ab dort weiter in Kray. In diesem Bereich hieß sie zuvor Haferfeldstraße. |                                        |
| Rudolfstraße           | 160                     | Rudolf Dreiner, Gemeinderatsmitglied                               | 19. Sep. 1920       | Rudolf Dreiner wurde am 23. April 1879 in Lope im Kreis Wipperfürth. Er war Friseurmeister und Gemeinderatsmitglied der Bürgermeisterei Kray-Leithe. Dreiner starb am 21. April 1947 in Tüschen bei Velbert. Die Rudolfstraße, die zuvor Schulstraße hieß, verbindet die Straße Korumhöhe mit dem Brüninghofer Weg. |                                        |
| Rüenkermesweg          | 100                     | Rüenkermes, Flurname                                               | 20. Nov. 1937       | Rüe bedeutet Rüde, Hund. In der Landmatrikel von 1668 ist Dietherich Beckmann als Besitzer von vier Morgen Land ahn der Hundts Kermeß genannt. In der Mutterrolle von 1927 ist das Rüdenkirnsfeld genannt. Im Volksmund wurde aus Hundtskermeß die Bezeichnung Rüenkermes. Der Rüenkermesweg, der zuvor Sternstraße hieß, ist eine westliche Stichstraße der Wendelinstraße. |                                        |
| Schreibzeile           | 80                      | Bezug zur benachbarten Schule                                      | 3. Juni 1935        | Die Straßenbezeichnung nimmt Bezug zur westlich benachbarten Christophorus-Grundschule, in der die Grundschüler das Schreiben erlernen. Die Straße Schreibzeile ist eine südliche Stichstraße der Wattenscheider Straße. Sie bildet in ihrem gesamten Verlauf die Grenze zum Nachbarstadtteil Kray. |                                        |
| St.-Ingbert-Höhe       | 110                     | St. Ingbert, Stadt im Saarland                                     | 14. Nov. 1935       | Im Jahr 1935, als das Saarland wieder an das Deutsche Reich kam, wurden in der Bergarbeitersiedlung auf der Brüninghofer Höhe Straßen nach Personen oder Orten aus dem Saargebiet benannt. Die Straße St.-Ingbert-Höhe führt von der Straße Am Lehmber in nordöstlicher Richtung zum Ottweilerweg und endet danach als Sackgasse. |                                        |
| Stolzingweg            | 160                     | Stolzing, ein Meistersinger                                        | 3. Juni 1965        | Der Stolzingweg ist eine nördliche Stichstraße der Frauenlobstraße. |                                        |
| Sulzbachtal            | 640                     | Sulzbach, rechter Zufluss der Saar                                 | 14. Nov. 1935       | Da die ehemalige Georgstraße, die zuvor Teil der Lahnbeckestraße war und davor Heinrichstraße hieß, im Tal der Lahnbecke lag, entschied man sich bei der Umbenennung 1935 für die Bezeichnung Sulzbachtal, denn im Jahr 1935, als das Saarland wieder an das Deutsche Reich kam, wurden in der Bergarbeitersiedlung auf der Brüninghofer Höhe Straßen nach Personen oder Orten aus dem Saargebiet benannt. Die Straße Sulzbachtal, die am 14. Dezember 1976 vom Brüninghofer Weg nach Westen bis zur Rodenseelstraße verlängert wurde, wobei der Verlauf der Lahnbeckestraße nach Süden verlegt wurde, führt seitdem von der Bahnstrecke Essen – Bochum in südwestlicher Richtung auf die Rodenseelstraße. |                                        |
| Tiemannleite           | 220                     | Tiemann, Hofname                                                   | 14. Nov. 1935       | Der Tiemannhof war ein fürstlich-essendisches Behandigungsgut, das in den Oberhof Eickenscheidt abgabepflichtig war. In der Landmatrikel von 1668 werden der Aufsitzer Wilhelm Tymann und der 29 Morgen große Hof genannt. Der Halbbauer wird 1795 erwähnt. Letztbehandigter war am 10. Mai 1786 Jörgen Siepmann genannt Tymann. Zur zweiten Hand war Anna Catharina Grahmann (verheiratet mit Bernhard Tiemann) am 5. April 1785 Letztbehandigte. Nach deren Tod folgten die Eheleute Theodor Graeve und Anna Maria Tiemann am 15. Oktober 1827, die alle fiskalischen Lasten des Hofes ablösten und dadurch uneingeschränkte Eigentümer wurden. In der Mutterrolle von 1866 ist als Eigentümer Theodor Gaewe jun. genannt Thiemann genannt. 1911 ging der Hof an die Gelsenkirchener Bergwerks-AG über. Die Straße Tiemannleite ist eine nördliche Stichstraße der Lentorfstraße. Zuvor war sie die südliche Verlängerung der Elsterbuschstraße, die heute baulich durch die Bundesautobahn 40 von der Tiemannleite getrennt ist. |                                        |
| Volksgartenweg         | 300                     | Lage nahe dem Krayer Volksgarten                                   | 22. Mai 1946        | Der nach dem 1913 eröffneten Volksgarten benannte Volksgartenweg, der ursprünglich nördlich der Lentorfstraße Goethestraße und südlich dieser Rosenstraße, und im gesamten Verlauf ab 1935 Röchlingstraße hieß, führt heute von der Bundesautobahn 40 in südöstlicher Richtung bis zur Straße Merziger Aue. |                                        |
| Wackenberg             | 290                     | Erhebung in Saarbrücken                                            | 14. Jan. 1935       | Im Jahr 1935, als das Saarland wieder an das Deutsche Reich kam, wurden in der Bergarbeitersiedlung auf der Brüninghofer Höhe Straßen nach Personen oder Orten aus dem Saargebiet benannt. Der Wackenberg in Saarbrücken ist eine Erhebung, auf der am 6. Januar 1935 rund 300.000 Saarländer eine Bekenntnis zu ihrem Deutschtum ablegten. Die Saarabstimmung erfolgte am Sonntag darauf, wobei sich eine große Mehrheit für den Verbleib in Deutschland entschied. Die Straße Wackenberg, die zuvor die Namen Karlstraße und Lindenstraße trug, verbindet südlich parallel zur Bahnstrecke Essen – Bochum den Brüninghofer Weg mit der Straße Sulzbachtal. |                                        |
| Warndtleite            | 170                     | Warndt, saarländisches Waldgebiet                                  | 14. Nov. 1935       | Im Jahr 1935, als das Saarland wieder an das Deutsche Reich kam, wurden in der Bergarbeitersiedlung auf der Brüninghofer Höhe Straßen nach Personen oder Orten aus dem Saargebiet benannt. Die Warndtleite ist nach dem Waldgebiet westlich von Saarbrücken benannt. Die Straße Warndtleite, die zuvor Uhlandstraße hieß, verbindet die Straße Pleskengarten mit der Lentorfstraße. |                                        |
| Wattenscheider Straße  | 850 (im Stadtteil)      | Ehemals selbständige Stadt Wattenscheid                            | 7. Apr. 1914        | Vor dem Ausbau des Ruhrschnellwegs war die Wattenscheider Straße ein Teil der Verbindung nach Wattenscheid. Die seit 1926 kreisfreie Stadt Wattenscheid wurde 1975 zu Bochum eingemeindet. Die Wattenscheider Straße führt von der Rodenseelstraße in westlicher Richtung weiter im Stadtteil Kray. |                                        |
| Wendelinstraße         | 390                     | Wendelin, Heiliger, Schutzpatron des Saargebiets                   | 15. Jan. 1936       | Im Jahr 1935, als das Saarland wieder an das Deutsche Reich kam, wurden in der Bergarbeitersiedlung auf der Brüninghofer Höhe Straßen nach Personen oder Orten aus dem Saargebiet benannt. Die Wendelinstraße führt von der Rodenseelstraße in nordöstlicher Richtung bis zum Brüninghofer Weg. |                                        |
| Zu den Brembergskotten | 80 (im Stadtteil)       | Bremberg, Name eines Kottens                                       | 12. Juli 1929       | Der kleine und der große Brembergskotten gehörten vermutlich ursprünglich zum Haus Horst. Hugo von Schüren zu Horst verkaufte 1667 das Gut Brengenberg mit Fischteich und dabei liegendem Köttgen an den Essendischen Geschichtsschreiber Hiltrop. Von ihm gingen beide Kotten an eine Familie Rodtberg über. 1732 kaufte das katholische Pastorat in Steele die Kotten zugunsten der Pastor-Melchior-Schmit’schen Anniversarienstiftung. Die Aufsitzer Laurenz Helf gen. Bremberg und der Löher Bremberg werden 1795 erwähnt. 1832 pachteten die Eheleute Heinrich Kost gen. Bremberg und Gertrud Fegeler die beiden Kotten. Dieses Verhältnis wurde 1847 in Erbpacht umgewandelt. Die Straße Zu den Brembergskotten ist eine östliche Stichstraße der Brembergstraße im Nachbarstadtteil Kray und endet in Leithe. |                                        |

## Liste ehemaliger Straßennamen
Die Liste ehemaliger Straßennamen erhebt keinen Anspruch auf Vollständigkeit.
| Name              | von           | bis           | umbenannt in (aktuell)        | Herleitung                                                               | Bemerkungen |
| ----------------- | ------------- | ------------- | ----------------------------- | ------------------------------------------------------------------------ | --- |
| Alfredstraße      | 19. Sep. 1920 | 15. Jan. 1936 | → Brüninghofer Weg            |                                                                          | Der südliche Teil des Brüninghofer Wegs hieß ab 1901 Wilhelmstraße und dann Alfredstraße, der nördliche Teil hieß zuvor Brüningstraße. |
| Asternstraße      | um 1921       | 15. Jan. 1936 | → Ottweilerweg                | Astern, Botanik, Korbblütler                                             | |
| Bergstraße        | 11. Mai 1903  | 2. Mai 1924   | → Im Helf                     |                                                                          | Die Bergstraße trug ab 1924 den Namen Feldstraße, ab 1937 den Namen Helfshöhe und heißt seit 1939 Im Helf. |
| Brüningstraße     | 11. Mai 1903  | 15. Jan. 1936 | → Brüninghofer Weg            | Brüning, Hofname                                                         | Der nördliche Teil des Brüninghofer Wegs hieß zuvor Brüningstraße, der südliche Teil Alfredstraße. |
| Dortmunder Straße | 10. Feb. 1931 | nach 1970     | → Bundesautobahn 40           | Straße Richtung Dortmund                                                 | Die Dortmunder Straße wurde um 1928 östlich der heutigen Anschlussstelle 26 Essen-Frillendorf angelegt. Am 10. Februar 1931 erfolgte ihre Benennung, nachdem der westliche Teil bis Huttrop fertiggestellt war. Sie führte dann diesen Namen von Frillendorf in nordöstlicher Richtung weiter durch Kray und Leithe nach Wattenscheid. Nach 1970 wurde der Straßenname aufgehoben, nachdem der Straßenzug der Bundesstraße 1 zugeordnet worden war. Am 1. Januar 1977 wurde die Straße zur A 430 hochgestuft und im April 1992 schließlich Teil der Bundesautobahn 40. |
| Feldstraße        | 2. Mai 1924   | 20. Nov. 1937 | → Im Helf                     |                                                                          | Die Bergstraße trug zuvor den Namen Bergstraße, ab 1937 den Namen Helfshöhe und heißt seit 1939 Im Helf. |
| Fliederstraße     | 4. Aug. 1920  | 14. Nov. 1935 | → Merziger Aue                | Flieder, Botanik, Ölbaumgewächs                                          | |
| Gartenstraße      | 16. Juni 1911 | 14. Nov. 1935 | → Pleskengarten               |                                                                          | |
| Georgstraße       | 19. Sep. 1920 | 14. Nov. 1935 | → Sulzbachtal                 |                                                                          | Die Georgstraße hieß zuvor Heinrichstraße und heißt seit 1935 Sulzbachtal. |
| Goethestraße      | 16. Juni 1911 | 14. Nov. 1935 | → Volksgartenweg              | Johann Wolfgang von Goethe, Dichter                                      | Der Teil des heutigen Volksgartenwegs nördlich der Lentorfstraße hieß Goethestraße, der südliche Teil Rosenstraße. Beide wurden 1935 zur Röchlingstraße und 1946 zum Volksgartenweg. |
| Haferfeldstraße   | 11. März 1904 | 12. Jan. 1934 | → Rodenseelstraße             | Haferfeld, Flurname                                                      | |
| Heinrichstraße    | 21. Feb. 1901 | 19. Sep. 1920 | → Sulzbachtal                 |                                                                          | Die Heinrichstraße wurde 1920 zur Georgstraße und heißt seit 1935 Sulzbachtal. |
| Helfshöhe         | 20. Nov. 1937 | 26. Mai 1939  | → Im Helf                     | Helf, Flur- und Hofname                                                  | Die Helfshöhe trug zuvor ab 1903 den Namen Bergstraße und ab 1924 den Namen Feldstraße. Seit 1939 heißt sie Im Helf. |
| Isingstraße       | vor 1907      | nach 1935     | → Im Beckmannsfeld, teilweise |                                                                          | Die ehemalige Isingstraße ist heute Fußweg zwischen der Straße Nottebaumskamp und der Sackgasse für Kraftfahrzeuge Im Beckmannsfeld, zu der dieser Fußweg zählt. |
| Karlstraße        | 21. Feb. 1901 | 19. Sep. 1920 | → Wackenberg                  |                                                                          | Die Karlstraße wurde 1920 in Lindenstraße umbenannt. Seit 1935 heißt sie Wackenberg. |
| Kirchstraße       | 11. Mai 1903  | 19. Sep. 1920 | → Korumhöhe                   | angrenzende katholische Kirche, Vorgänger der heutigen St.-Joseph-Kirche | Die Kirchstraße wurde 1920 in Mathiasstraße umbenannt und heißt seit 1935 Korumhöhe. |
| Lilienstraße      | 4. Aug. 1920  | 22. Mai 1946  | → Am Lehmberg                 | Lilien, Botanik, Zwiebelpflanze                                          | |
| Lindenstraße      | 19. Sep. 1920 | 14. Jan. 1935 | → Wackenberg                  | Linden, Baumgattung                                                      | Die Lindenstraße hieß zuvor Karlstraße. Seit 1935 heißt sie Wackenberg. |
| Mathiasstraße     | 19. Sep. 1920 | 14. Nov. 1935 | → Korumhöhe                   |                                                                          | Die Mathiasstraße hieß seit 1903 Kirchstraße, wurde 1920 in Mathiasstraße umbenannt und heißt seit 1935 Korumhöhe. |
| Röchlingstraße    | 14. Nov. 1935 | 22. Mai 1946  | → Volksgartenweg              |                                                                          | Der Teil des heutigen Volksgartenwegs südlich der Lentorfstraße hieß Rosenstraße, der nördliche Teil Goethestraße. Beide wurden 1935 zur Röchlingstraße und 1946 zum Volksgartenweg. |
| Rosenstraße       | 4. Aug. 1920  | 14. Nov. 1935 | → Volksgartenweg              | Rosen, Botanik, Blühpflanze                                              | Der Teil des heutigen Volksgartenwegs südlich der Lentorfstraße hieß Rosenstraße, der nördliche Teil Goethestraße. Beide wurden 1935 zur Röchlingstraße und 1946 zum Volksgartenweg. |
| Schacht Centrum   | 7. Nov. 1980  | 10. Juli 1981 | → Centrumstraße               | Zeche Centrum                                                            | |
| Schulstraße       | 11. Mai 1903  | 19. Sep. 1920 | → Rudolfstraße                | nördlich angrenzende Schule                                              | |
| Sternstraße       |               | 20. Nov. 1937 | → Rüenkermesweg               |                                                                          | |
| Uhlandstraße      | um 1922       | 14. Nov. 1935 | → Warndtleite                 | Ludwig Uhland, Dichter                                                   | |
| Wilhelmstraße     | 21. Jan. 1901 | 19. Sep. 1920 | → Brüninghofer Weg            |                                                                          | Die Wilhelmstraße wurde 1920 in Alfredstraße und 1936 schließlich in Brüninghofer Weg umbenannt. Es ist der südliche Teil des heutigen Brüninghofer Wegs. |
| Wasserturmstraße  |               | nach 1970     | aufgehoben, heute Feldweg     | Lage am Wasserturm auf dem Isinger Feld                                  | Die Wasserturmstraße führte vom Wasserturm an der Hochfeldstraße in östlicher Richtung auf die Rodenseelstraße. Es gab vor der Errichtung des heutigen Doppelturms bereits 1894 einen Hochbassin des Gelsenkirchener Wasserwerks. |